# Dolmen de Taminage
Le dolmen de Taminage est un dolmen situé à Berneuil, en France.

## Localisation
Le dolmen est situé dans le département français de la Haute-Vienne, sur la commune de Berneuil.

## Historique
Le dolmen est classé au titre des monuments historiques le 30 novembre 1981.